# Liten simslända
Liten simslända (Siphlonurus lacustris) är en dagsländeart som beskrevs av Eaton 1870. Liten simslända ingår i släktet Siphlonurus, och familjen simdagsländor. Arten är reproducerande i Sverige.